# 宇文丘
宇文 丘（うぶん きゅう、513年 - 572年）は、中国の西魏から北周にかけての軍人。字は胡奴。本姓は破野頭（費也頭）。本貫は代郡武川鎮（現在の内モンゴル自治区フフホト市武川県）。

## 経歴
沃野鎮軍主宇文文孤の子として生まれた。宇文盛の弟にあたる。襄威将軍・奉朝請・都督を初任とし、臨邑県子の爵位を受けた。輔国将軍・大都督に転じた。趙貴らによる宇文護の殺害計画を告発し、車騎大将軍・儀同三司に任ぜられ、爵位は安義県侯に進んだ。驃騎大将軍・開府儀同三司を加えられ、爵位は公に進み、咸陽郡太守に任ぜられた。汾州刺史に転じた。入朝して左宮伯となり、大将軍に進んだ。延綏丹三州三防諸軍事・延州刺史として出向した。涼甘瓜三州諸軍事・涼州刺史に転じ、柱国大将軍を加えられた。572年、60歳で死去した。柱国・宜敷等州刺史の位を追贈された。
子の宇文隴が後を嗣いだ。

## 伝記資料
- 『周書』巻二十九 列伝第二十一
- 『北史』巻六十六 列伝第五十四